# Styloptera globosa
Styloptera globosa är en tvåvingeart som beskrevs av Toyohi Okada 1982. Styloptera globosa ingår i släktet Styloptera och familjen daggflugor. Inga underarter finns listade i Catalogue of Life.